# Kenny Cunningham
Kenny Cunningham, född 7 juni 1985, är en costaricansk fotbollsspelare som spelar för Santos de Guápiles FC.
Kenny Cunningham spelade 14 landskamper för det costaricanska landslaget. Han deltog bland annat i Concacaf Gold Cup 2013.